# Constantinovca, Căușeni
Constantinovca este un sat din cadrul comunei Pervomaisc, din raionul Căușeni, Republica Moldova.

## Demografie

### Structura etnică
Structura etnică a localității conform recensământului populației din 2004:
| Grup etnic                    | Populație | % Procentaj |
| ----------------------------- | --------- | ----------- |
| Bulgari                       | 581       | 76,25%      |
| Băștinași declarați Moldoveni | 112       | 14,70%      |
| Ruși                          | 36        | 4,72%       |
| Ucraineni                     | 30        | 3,94%       |
| Găgăuzi                       | 2         | 0,26%       |
| Alții                         | 1         | 0,13%       |
| Total                         | 762       |             |